# Landrat (Bayern)
Der Landrat war die politische Vertretung der Kreisgemeinden (der heutigen Bezirke) im Königreich Bayern. Er ist nicht zu verwechseln mit dem heutigen Landrat, der Organ und Hauptverwaltungsbeamter eines deutschen Landkreises ist.

## Geschichte
Die Verwaltungsgliederung des im Jahr 1806 gegründeten Königreichs Bayern wurde zur Eingliederung der neu erworbenen Gebiete im Jahre 1808 völlig neu gestaltet. Bayern wurde in 15 Kreise eingeteilt, deren Namen sich nach Flüssen richteten. 1810 wurden sechs Kreise, 1814 ein weiterer Kreis aufgelöst. Nach dem Wiener Kongress wurde 1816 der Rheinkreis, die spätere Pfalz, als neuer Kreis gebildet und bis 1817 wurden aufgrund der Gebietsabtretungen weitere zwei Kreise aufgelöst, so dass bei der Verwaltungsneugliederung von 1817 nur noch acht Kreise bestanden. Diese erhielten 1838 anstelle der Flussnamen die Bezeichnungen nach den alten Herzogtümern.
| Name bis 1837   | Name ab 1838                   |
| --------------- | ------------------------------ |
| Isarkreis       | Oberbayern                     |
| Unterdonaukreis | Niederbayern                   |
| Regenkreis      | Oberpfalz und Regensburg       |
| Obermainkreis   | Oberfranken                    |
| Rezatkreis      | Mittelfranken                  |
| Untermainkreis  | Unterfranken und Aschaffenburg |
| Oberdonaukreis  | Schwaben und Neuburg           |
| Rheinkreis      | Pfalz                          |

Diese Bezeichnungen wurden später in die noch heute bestehenden Regierungsbezirke überführt.
Vorläufer der heutigen Bezirke als politische Vertretungsebene war 1816 bis 1820 der Generalrat, der nur im Rheinkreis existierte. Ab 1820 wurde der Landrat (nicht zu verwechseln mit dem heutigen politischen Amt) geschaffen. Landräte wurden ab 1828 auf Initiative König Ludwigs I. auch im Bayern diesseits des Rheins eingeführt. Die Landräte von 1828 waren aus gewählten und ernannten Grundbesitzern und Gewerbetreibenden zusammengesetzte, also nicht gewählte Gremien, die als beratende und kontrollierende Organe neben den Kreisregierungen wirken sollten. Von 1852 bis 1919 gab es Kreisgemeinden mit dem gewählten Landrat als Selbstverwaltungsorgan, dessen Beschlüsse nach Anerkennung durch den König in Kraft traten. Die Geschäftsführung des Landrates als Gemeindeverband höchster Ordnung oblag der jeweiligen Kreisregierung.
Von 1919 bis 1933 wurden die heutigen Bezirke als Kreise bezeichnet, dessen Kreistag als Vertretungsgremium diente. Von 1933 bis 1945 lautete die Bezeichnungen Bezirksverband und Bezirksverbandstag. Die seit 1946 verwendete Bezeichnung ist meist Bezirk, obwohl in der Verfassung des Freistaates Bayern noch von Kreisen die Rede ist.